# Walter Herzog (Grafiker)

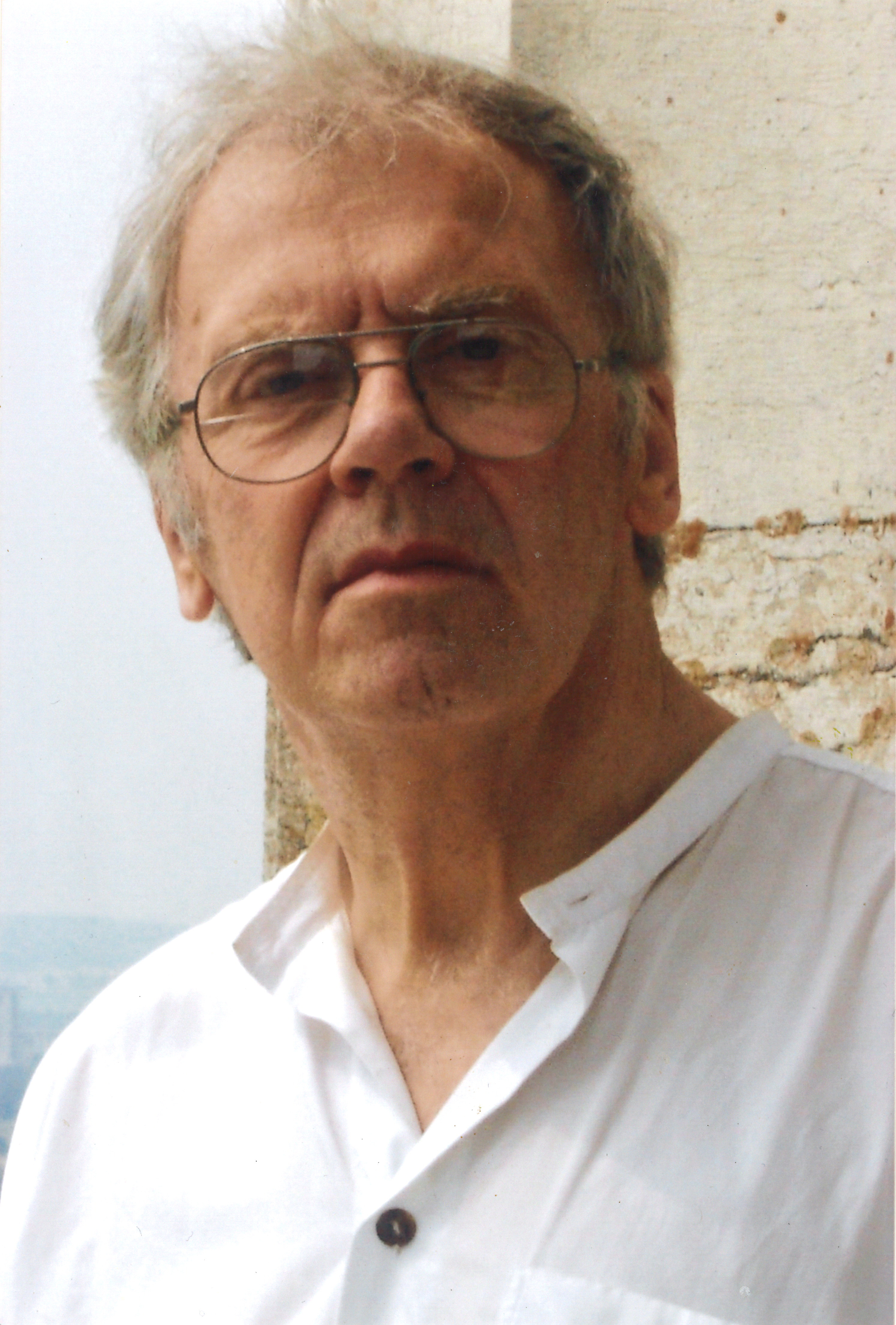
Walter Herzog (Foto: 2016)

Walter Herzog  (* 20. September 1936 in Dresden) ist ein deutscher Architekt, Zeichner und Radierer.

## Biografie
Walter Herzog wurde 1936 in Dresden geboren. Im Jahre 1945 erlebte er die Zerstörung Dresdens im Zentrum der Stadt. Nach der Ausbombung wuchs er in einem ländlichen Vorort der Stadt auf. Politischer Umstände halber wurde ihm der Besuch der Oberschule verwehrt. Als Ausweg absolvierte er eine Maurerlehre als Voraussetzung für das Fachschulstudium 1953–1956 in Görlitz. In dieser Zeit besuchte er Zeichenkurse bei der Bildhauerin Etha Richter. Anschließend studierte er Architektur an der TH Dresden, verbunden mit Malerei und Graphik bei Georg Nerlich. 1960–1962 arbeitete Herzog als Architekt in Dresden bei gleichzeitiger Beschäftigung mit informeller Malerei. Ab 1963 lebte er als Architekt in Berlin. Hier arbeitete er an Bauten im Zentrum (u. a. Fernsehturm-Fußumbauung mit Wasserspielen).
1965 Heirat mit der Architektin Christine Förster; 1966 Geburt der Tochter Antonia. 1967 Promotion zum Dr. Ing.
1971 entstanden seine ersten Radierungen. 1973 fand eine erste Ausstellungsbeteiligung in der Galerie am Sachsenplatz in Leipzig statt. 1974 wurde er Mitglied im Verband Bildender Künstler der DDR. Seine erste Einzelausstellung fand in diesem Jahr im Winckelmann-Museum Stendal statt. Herzog war in der DDR u auf vielen wichtigen zentralen Ausstellungen vertreten, u. a. 1987/1988 auf der X. Kunstausstellung der DDR.
1980 beendete er seine parallel laufende Tätigkeit als Architekt, um sich ausschließlich seinem künstlerischen Werk zu widmen. 1983 erschien die Graphikkassette „Harzreise im Winter“ im Verlag der Kunst. Gleichzeitig übernahm seine Ehefrau, die Architektin Dr. Christine Herzog, den Druck seiner Radierungen. Bis 2024 fanden insgesamt 236 Einzelausstellungen statt. Sein Werk umfasst mehr als 1800 Radierungen und unzählige Zeichnungen.
Seit 2023 lebt er mit seiner Ehefrau in einem neu erbauten Atelierhaus in Grünberg.

## Künstlerisches Werk
Walter Herzog hat in der Bildkunst der Moderne zu einem unverwechselbaren künstlerischen Ausdruck gefunden. Seine Affinität zu Giovanni Battista Piranesi, Hercules Seghers und zu den Romantikern des 19. Jahrhunderts ist deutlich. Nicht nur thematisch (Baumgruppen, Felsen, Ruinen, Treppen, Fluss- und Baumlandschaften), vor allem in der detailreichen Radiertechnik werden die Bezüge offenbar. Sein Werk ist dennoch kein Spiegel des Vergangenen; es trägt die untrüglichen Zeichen einer künstlerischen Handschrift des 20./21. Jahrhunderts. Walter Herzog wird als „Vertreter eines poetisch verdichteten romantisch-sensualistischen Realismus“ bezeichnet. Seine Bildwelt ist mithin nicht allein Abbild, sondern auch Metapher und so zugleich Projektionsraum für die Kontemplation über Vergänglichkeit, Leben und Tod.
Nach experimentellen Versuchen in alle Richtungen fiel rasch die Entscheidung zugunsten der Radierkunst. In der ersten Phase des Schaffens bestimmte noch eine ins Fantastische gesteigerte Naturauffassung sein Werk. Mythologische Gestalten, anthropomorphe Felsenlandschaften oder exzentrisch gekrümmte Bäume sollten eine spannungsgeladene Auseinandersetzung mit Natur, Mensch und Sinnbildhaftem vermitteln. Das Initialerlebnis Elbsandsteingebirge (1972) führte ihn zu einer wirklichkeitsbezogeneren Thematik. Dazu kam die Verarbeitung einer ersten großen Italienreise (1978), die seinem Werk entscheidende thematische Anstöße gab und zur Orientierung an der Antike mit ihren überwachsenen Gesteinstrümmern, Ruinen, Statuen, Grotten und Olivenhainen führte. Diese Haltung bestimmt sein gesamtes Werk, das zudem von Stille und einer melancholischen Grundstimmung geprägt wird. Die Technik erfuhr eine Verfeinerung und die Komposition zielte weiterhin auf Verdichtung. Die Variationsbreite seiner speziellen Thematik gewann an Umfang und Bedeutung.
Nach 2000 bereicherten großformatige autonome Federzeichnungen mit den bei Radierungen vergleichbaren Motiven sein Werk. Die dichte Zeichentechnik blieb, doch der zartere Federstrich bewirkte eine atmosphärischere Wirkung. Der Blick geht oft ins Weite oder holt Fels- und Baumformationen zu beklemmender Nahsicht heran. Zahlreiche Tierdarstellungen, Porträts und Stillleben kamen hinzu. Das graphische Gesamtwerk Walter Herzogs zeigt eine erstaunliche Kontinuität und kreative Dichte und ist in fünf eigenständigen Werkverzeichnissen (bis 2018) versammelt.

## Einzelausstellungen (unvollständig)
- 1974: Winckelmann-Museum, Stendal
- 1975: Galerie Arkade, Berlin
- 1976: Kulturhistorisches Museum Magdeburg
- 1981: Museum der bildenden Künste, Leipzig (Kabinettausstellung)
- 1986: Galerie Unter den Linden, Berlin
- 1987: Galerie Schmidt-Rottluff, Chemnitz
- 1991: Leonhardi-Museum, Dresden
- 1997: Schloß Branitz, Cottbus
- 1999: Galerie art & form, Dresden
- 2000: Museum der Stadt Güstrow
- 2002: Kunstsammlung der Burg Beeskow
- 2003: Kunsthalle im Schloss Isny
- 2004: Orangerie im Barockgarten Großsedlitz, Heidenau
- 2008: Festung Königstein
- 2011: Panorama-Museum Bad Frankenhausen
- 2014: Galerie Sophienholm, Kopenhagen
- 2016: Berliner Graphikpresse, Berlin
- 2019: Caspar-David-Friedrich-Zentrum, Greifswald
- 2020/2021: Berliner Graphikpresse, Berlin („Zeichnungen & Druckgraphik“)[2]
- 2022: Haus der Architekten, Dresden („Retrospektive“)[3]

## Museen und öffentlichen Sammlungen mit Werken Herzogs
- Staatliche Museen zu Berlin (Kupferstichkabinett und Märkisches Museum)
- Stadtmuseum Berlin, Grafische Sammlung
- Staatliche Kunstsammlungen Dresden
- Museum der bildenden Künste Leipzig
- Lindenau-Museum, Altenburg
- DAStietz (Neue Sächsische Galerie), Chemnitz
- Fürst-Pückler-Museum Branitz, Cottbus
- Veste Coburg
- Schloss Clemenswerth
- Galerie Junge Kunst, Frankfurt (Oder)
- Städtisches Museum Göttingen
- Kulturhistorisches Museum Görlitz
- Grafische Sammlung der Moritzburg, Halle (Saale)
- Stadtmuseum Fembohaus, Nürnberg
- Ludwig Galerie Schloss Oberhausen
- Nationalmuseum Oslo
- Schloss Sanssouci, Potsdam
- Kunsthalle Rostock
- Staatliches Museum Schwerin
- Winckelmann-Museum, Stendal[4]
- Staatsgalerie Stuttgart
- Festung Königstein, Sachsen
- Kustodie TU Dresden
- Panoramamuseum Bad Frankenhausen